# 第11回全日本アンサンブルコンテスト
第11回全日本アンサンブルコンテストは、1988年に行われた全日本アンサンブルコンテストの第11回大会である。

## 概要
1988年3月20日に広島厚生年金会館で開催された。全日本吹奏楽連盟・朝日新聞社主催。文化庁・日本放送協会・広島県教育委員会・広島市教育委員会後援。

### 審査員
- 赤松二郎（サクソフォーン奏者）
- 伊藤清
- 坂上弘志
- 佐倉友章
- 松崎祐一

### 備考
鳥取県、及び北海道の名寄地区が初出場。

## 代表校・代表団体

### 中学の部
| 中学の部 | 中学の部          | 中学の部                         | 中学の部                         |
| 支部     | 都道府県 （地区） | 代表校                           | 出場回数                         |
| -------- | ----------------- | -------------------------------- | -------------------------------- |
| 北海道   | 札幌地区          | 札幌市立宮の丘中学校吹奏楽部     | 初出場                           |
| 北海道   | 名寄地区          | 名寄市立名寄東中学校吹奏楽部     | 初出場（名寄地区としても初出場） |
| 東北     | 青森県            | 青森市立筒井中学校吹奏楽部       | 2回目2年連続                     |
| 東北     | 青森県            | 八戸市立第三中学校吹奏楽部       | 3回目2年ぶり                     |
| 関東     | 神奈川県          | 厚木市立睦合中学校吹奏楽部       | 初出場                           |
| 関東     | 群馬県            | 前橋市立第三中学校吹奏楽部       | 初出場                           |
| 東京     | 東京都            | 玉川学園中学部吹奏楽部           | 2回目2年ぶり                     |
| 東京     | 東京都            | 足立区立青井中学校吹奏楽部       | 2回目3年ぶり                     |
| 北陸     | 福井県            | 武生市立武生第二中学校吹奏楽部   | 初出場                           |
| 北陸     | 福井県            | 武生市立武生第三中学校吹奏楽部   | 4回目4年連続                     |
| 東海     | 愛知県            | 東海市立加木屋中学校吹奏楽部     | 初出場                           |
| 東海     | 愛知県            | 春日井市立柏原中学校吹奏楽部     | 5回目5年連続                     |
| 関西     | 大阪府            | 大阪市立城陽中学校吹奏楽部       | 7回目2年ぶり                     |
| 関西     | 兵庫県            | 尼崎市立南武庫之荘中学校吹奏楽部 | 初出場                           |
| 中国     | 広島県            | 広島市立祇園中学校吹奏楽部       | 2回目2年連続                     |
| 中国     | 山口県            | 豊北町立豊北第一中学校吹奏楽部   | 初出場                           |
| 四国     | 高知県            | 安芸市立安芸中学校吹奏楽部       | 初出場                           |
| 四国     | 高知県            | 安芸市立清水ケ丘中学校吹奏楽部   | 初出場                           |
| 九州     | 大分県            | 大分市立明野中学校吹奏楽部       | 初出場                           |
| 九州     | 沖縄県            | 浦添市立浦添中学校吹奏楽部       | 3回目2年ぶり                     |

### 高校の部
| 高校の部 | 高校の部          | 高校の部                         | 高校の部                       |
| 支部     | 都道府県 （地区） | 代表校                           | 出場回数                       |
| -------- | ----------------- | -------------------------------- | ------------------------------ |
| 北海道   | 札幌地区          | 北海道札幌白石高等学校吹奏楽部   | 初出場                         |
| 北海道   | 札幌地区          | 東海大学第四高等学校吹奏楽部     | 2回目2年ぶり                   |
| 東北     | 宮城県            | 宮城県古川女子高等学校吹奏楽部   | 初出場                         |
| 東北     | 秋田県            | 秋田県立花輪高等学校吹奏楽部     | 6回目2年ぶり                   |
| 関東     | 埼玉県            | 埼玉県川越商業高等学校吹奏楽部   | 初出場                         |
| 関東     | 埼玉県            | 埼玉栄高等学校吹奏楽部           | 初出場                         |
| 東京     | 東京都            | 玉川学園高等部吹奏楽部           | 初出場                         |
| 東京     | 東京都            | 東京菅生高等学校吹奏楽部         | 初出場                         |
| 北陸     | 富山県            | 富山県立富山商業高等学校吹奏楽部 | 初出場                         |
| 北陸     | 福井県            | 福井県立武生東高等学校吹奏楽部   | 初出場                         |
| 東海     | 静岡県            | 静岡県立浜名高等学校吹奏楽部     | 初出場                         |
| 東海     | 愛知県            | 光ヶ丘女子高等学校吹奏楽部       | 初出場                         |
| 関西     | 京都府            | 花園高等学校吹奏楽部             | 2回目2年連続                   |
| 関西     | 大阪府            | 大阪府立淀川工業高等学校吹奏楽部 | 5回目4年連続                   |
| 中国     | 鳥取県            | 米子北高等学校吹奏楽部           | 初出場（鳥取県としても初出場） |
| 中国     | 島根県            | 島根県立出雲高等学校吹奏楽部     | 初出場                         |
| 四国     | 香川県            | 香川県立高松高等学校吹奏楽部     | 3回目2年ぶり                   |
| 四国     | 愛媛県            | 愛媛県立松山東高等学校吹奏楽部   | 初出場                         |
| 九州     | 宮崎県            | 宮崎女子高等学校吹奏楽部         | 初出場                         |

### 大学の部
| 大学の部 | 大学の部          | 大学の部                             | 大学の部      |
| 支部     | 都道府県 （地区） | 代表団体                             | 出場回数      |
| -------- | ----------------- | ------------------------------------ | ------------- |
| 北海道   | 函館地区          | 北海道教育大学函館分校吹奏楽部       | 2回目2年連続  |
| 東北     | 秋田県            | 秋田大学ブラスアンサンブル           | 2回目9年ぶり  |
| 関東     | 山梨県            | 都留文科大学吹奏楽部                 | 初出場        |
| 東京     | 東京都            | 中央大学音楽研究会吹奏楽部           | 初出場        |
| 北陸     | 石川県            | 金沢大学アカデミアブラスアンサンブル | 10回目7年連続 |
| 東海     | 静岡県            | 静岡大学吹奏楽団                     | 3回目3年ぶり  |
| 関西     | 大阪府            | 関西大学応援団吹奏楽部               | 4回目4年連続  |
| 中国     | 広島県            | 広島大学吹奏楽団                     | 3回目4年ぶり  |
| 四国     | 高知県            | 高知大学吹奏楽団                     | 初出場        |
| 九州     | 福岡県            | 福岡工業大学吹奏楽団                 | 4回目2年連続  |

### 職場の部
| 職場の部 | 職場の部          | 職場の部                   | 職場の部     |
| 支部     | 都道府県 （地区） | 代表団体                   | 出場回数     |
| -------- | ----------------- | -------------------------- | ------------ |
| 東北     | 宮城県            | JR東日本東北吹奏楽団       | 初出場       |
| 関東     | 群馬県            | 沖電気高崎吹奏楽団         | 初出場       |
| 東京     | 東京都            | 日本電気府中吹奏楽団       | 3回目3年連続 |
| 東海     | 静岡県            | 富士通沼津吹奏楽団         | 初出場       |
| 関西     | 大阪府            | 阪急百貨店吹奏楽団         | 5回目2年ぶり |
| 中国     | 広島県            | NTT中国吹奏楽団            | 6回目5年連続 |
| 九州     | 福岡県            | ブリヂストン吹奏楽団久留米 | 2回目2年連続 |

### 一般の部
| 一般の部 | 一般の部          | 一般の部                     | 一般の部     |
| 支部     | 都道府県 （地区） | 代表団体                     | 出場回数     |
| -------- | ----------------- | ---------------------------- | ------------ |
| 北海道   | 札幌地区          | 札幌ユース吹奏楽団           | 初出場       |
| 東北     | 山形県            | 米沢吹奏楽愛好会             | 8回目2年ぶり |
| 関東     | 茨城県            | 泉丘中学校OB会               | 初出場       |
| 東京     | 東京都            | 乗泉寺吹奏楽団               | 9回目3年ぶり |
| 北陸     | 石川県            | 百萬石ウインドオーケストラ   | 初出場       |
| 東海     | 三重県            | 白子ウインドシンフォニカ     | 5回目4年ぶり |
| 関西     | 兵庫県            | 上ケ原吹奏楽団               | 初出場       |
| 中国     | 山口県            | 豊北吹奏楽団                 | 初出場       |
| 四国     | 愛媛県            | 松山シティ・ウインズ吹奏楽団 | 初出場       |
| 九州     | 福岡県            | 稲築吹奏楽団                 | 初出場       |

## 結果

### 中学の部
| 中学の部 | 中学の部          | 中学の部                         | 中学の部             | 中学の部                                                                     | 中学の部 | 中学の部 |
| No.      | 代表支部          | 団体名                           | 編成                 | 演奏曲（作曲者／編曲者）                                                     | 賞       | 補足     |
| -------- | ----------------- | -------------------------------- | -------------------- | ---------------------------------------------------------------------------- | -------- | -------- |
| 1        | 東北／ 青森県     | 青森市立筒井中学校吹奏楽部       | 打楽器六重奏         | 「パーティクルズ」より第1・2・3曲 （T.ブラウン）                             | 銀       |          |
| 2        | 中国／ 広島県     | 広島市立祇園中学校吹奏楽部       | 打楽器六重奏         | ゲインズボーロー （T.ゴーガー）                                              | 銅       |          |
| 3        | 北海道／ 名寄地区 | 名寄市立名寄東中学校吹奏楽部     | クラリネット四重奏   | 「ディベルティメント」より第3楽章 （A.ウール）                               | 銀       |          |
| 4        | 九州／ 沖縄県     | 浦添市立浦添中学校吹奏楽部       | クラリネット四重奏   | 「ディベルティメント」より第3楽章 （A.ウール）                               | 金       |          |
| 5        | 北海道／ 札幌地区 | 札幌市立宮の丘中学校吹奏楽部     | クラリネット四重奏   | 「ディベルティメント」より第3楽章 （A.ウール）                               | 銅       |          |
| 6        | 関東／ 群馬県     | 前橋市立第三中学校吹奏楽部       | クラリネット四重奏   | 「コーカサスの風景」より酋長の行列 （M.イッポリトフ=イワーノフ／J.ブエリス） | 銅       |          |
| 7        | 中国／ 山口県     | 豊北町立豊北第一中学校吹奏楽部   | クラリネット四重奏   | バガテル （C.グランドマン）                                                  | 銀       |          |
| 8        | 北陸／ 福井県     | 武生市立武生第二中学校吹奏楽部   | クラリネット七重奏   | コラールと舞曲 （V.ネリベル）                                                | 金       |          |
| 9        | 東京／ 中学       | 玉川学園中学部吹奏楽部           | クラリネット七重奏   | 序奏とロンド （G.ジェイコブ）                                                | 銀       |          |
| 10       | 関西／ 大阪府     | 大阪市立城陽中学校吹奏楽部       | クラリネット八重奏   | コラールと舞曲 （V.ネリベル）                                                | 金       |          |
| 11       | 四国／ 高知県     | 安芸市立安芸中学校吹奏楽部       | 木管八重奏           | 「小組曲」より行列 （C.ドビュッシー／兼田敏）                                | 金       |          |
| 12       | 北陸／ 福井県     | 武生市立武生第三中学校吹奏楽部   | サクソフォーン四重奏 | 「四重奏曲」より第3楽章 （A.デザンクロ）                                     | 銀       |          |
| 13       | 関西／ 兵庫県     | 尼崎市立南武庫之荘中学校吹奏楽部 | サクソフォーン四重奏 | 四重奏曲第2番 （R.ミラー）                                                   | 銀       |          |
| 14       | 九州／ 大分県     | 大分市立明野中学校吹奏楽部       | サクソフォーン四重奏 | 「四重奏曲」より第1楽章 （A.デザンクロ）                                     | 銅       |          |
| 15       | 東海／ 愛知県     | 東海市立加木屋中学校吹奏楽部     | サクソフォーン四重奏 | 「四重奏曲」より第1楽章 （A.デザンクロ）                                     | 金       |          |
| 16       | 東京／ 中学       | 足立区立青井中学校吹奏楽部       | サクソフォーン四重奏 | 民謡風ロンドの主題による序奏と変奏 （G.ピエルネ）                            | 銀       |          |
| 17       | 東北／ 青森県     | 八戸市立第三中学校吹奏楽部       | サクソフォーン四重奏 | サクソフォーン・シンフォネット （D.ベネット）                                | 銀       |          |
| 18       | 関東／ 神奈川県   | 厚木市立睦合中学校吹奏楽部       | トロンボーン四重奏   | 「組曲」より第1・2・3曲 （F.ペーテルス）                                     | 銀       |          |
| 19       | 四国／ 高知県     | 安芸市立清水ケ丘中学校吹奏楽部   | 金管五重奏           | 「戦いの組曲」よりカンツォン・ベルガマスク （S.シャイト）                    | 銀       |          |
| 20       | 東海／ 愛知県     | 春日井市立柏原中学校吹奏楽部     | 金管八重奏           | 第一旋法による八声のカンツォン （G.ガブリエーリ）                            | 銀       |          |

### 高校の部
| 高校の部 | 高校の部          | 高校の部                         | 高校の部             | 高校の部                                                                                      | 高校の部 | 高校の部 |
| No.      | 代表支部          | 団体名                           | 編成                 | 演奏曲（作曲者／編曲者）                                                                      | 賞       | 補足     |
| -------- | ----------------- | -------------------------------- | -------------------- | --------------------------------------------------------------------------------------------- | -------- | -------- |
| 1        | 東海／ 静岡県     | 静岡県立浜名高等学校吹奏楽部     | 打楽器七重奏         | 「ゲインズボーロー」より第2・3楽章 （T.ゴーガー）                                             | 銀       |          |
| 2        | 四国／ 愛媛県     | 愛媛県立松山東高等学校吹奏楽部   | フルート三重奏       | 「三本のフルートのための二章」より第2楽章 （堀悦子）                                          | 銀       |          |
| 3        | 九州／ 宮崎県     | 宮崎女子高等学校吹奏楽部         | フルート三重奏       | 「三つのフルート三重奏曲」よりアレグロ・コン・モート （F.クーラウ）                           | 銀       |          |
| 4        | 四国／ 香川県     | 香川県立高松高等学校吹奏楽部     | クラリネット四重奏   | 「ディベルティメント」より第3楽章 （A.ウール                                                  | 銀       |          |
| 5        | 東海／ 愛知県     | 光ヶ丘女子高等学校吹奏楽部       | クラリネット八重奏   | コラールと舞曲 （V.ネリベル）                                                                 | 銀       |          |
| 6        | 関西／ 大阪府     | 大阪府立淀川工業高等学校吹奏楽部 | クラリネット八重奏   | 序奏とロンド （G.ジェイコブ）                                                                 | 金       |          |
| 7        | 北海道／ 札幌地区 | 北海道札幌白石高等学校吹奏楽部   | 木管五重奏           | 「三つの小品」より第2・1楽章 （J.イベール）                                                   | 銀       |          |
| 8        | 北陸／ 福井県     | 福井県立武生東高等学校吹奏楽部   | サクソフォーン四重奏 | 半音階的ワルツ （P.ヴェロンヌ）                                                               | 銅       |          |
| 9        | 東北／ 宮城県     | 宮城県古川女子高等学校吹奏楽部   | サクソフォーン四重奏 | 民謡風ロンドの主題による序奏と変奏 （G.ピエルネ）                                             | 銀       |          |
| 10       | 北海道／ 札幌地区 | 東海大学第四高等学校吹奏楽部     | サクソフォーン四重奏 | 異教徒の踊り （P.ショルティーノ）                                                             | 金       |          |
| 11       | 東京／ 高校       | 玉川学園高等部吹奏楽部           | サクソフォーン四重奏 | バーレスク （R.プラネル）                                                                     | 銀       |          |
| 12       | 関西／ 京都府     | 花園高等学校吹奏楽部             | サクソフォーン四重奏 | 「四重奏曲」より第3楽章 （A.デザンクロ）                                                      | 金       |          |
| 13       | 中国／ 鳥取県     | 米子北高等学校吹奏楽部           | サクソフォーン四重奏 | 「四重奏曲」より第2・4楽章 （F.et M.ジャンジャン）                                            | 銀       |          |
| 14       | 関東／ 埼玉県     | 埼玉県川越商業高等学校吹奏楽部   | サクソフォーン四重奏 | 「子供の領分」より小さな羊飼い、ゴリウォーグのケークウォーク （C.ドビュッシー／E.ザジャック） | 銅       |          |
| 15       | 中国／ 島根県     | 島根県立出雲高等学校吹奏楽部     | トロンボーン四重奏   | 「トロンボーン・ファミリー」より （H.フィルモア）                                             | 金       |          |
| 16       | 関東／ 埼玉県     | 埼玉栄高等学校吹奏楽部           | 金管五重奏           | 五重奏曲 （M.アーノルド                                                                       | 金       |          |
| 17       | 北陸／ 富山県     | 富山県立富山商業高等学校吹奏楽部 | 金管七重奏           | 金管七重奏のための組曲 （S.ドッジソン）                                                       | 銀       |          |
| 18       | 東京／ 高校       | 東京菅生高等学校吹奏楽部         | 金管八重奏           | オックスフォード伯爵のマーチ （W.バード／E.ハワース）                                         | 銀       |          |
| 19       | 東北／ 秋田県     | 秋田県立花輪高等学校吹奏楽部     | 管打八重奏           | 「子供のアルバム」より葬送行進曲、トッカータ （A.ハチャトゥリアン／岩谷）                     | 銀       |          |

### 大学の部
| 大学の部 | 大学の部          | 大学の部                             | 大学の部           | 大学の部                                          | 大学の部 | 大学の部 |
| No.      | 代表支部          | 団体名                               | 編成               | 演奏曲（作曲者／編曲者）                          | 賞       | 補足     |
| -------- | ----------------- | ------------------------------------ | ------------------ | ------------------------------------------------- | -------- | -------- |
| 1        | 関東／ 山梨県     | 都留文科大学吹奏楽部                 | クラリネット四重奏 | 「ディベルティメント」より第3楽章 （A.ウール）    | 金       |          |
| 2        | 四国／ 高知県     | 高知大学吹奏楽団                     | クラリネット四重奏 | 「四重奏曲」より第1・3・4楽章 （P.デュボア）      | 銅       |          |
| 3        | 東京／ 大学       | 中央大学音楽研究会吹奏楽部           | クラリネット四重奏 | 三つのディベルティスマン （H.トマジ）             | 金       |          |
| 4        | 関西／ 大阪府     | 関西大学応援団吹奏楽部               | クラリネット八重奏 | カプリチオ （I.シュワルツ）                       | 金       |          |
| 5        | 東北／ 秋田県     | 秋田大学ブラスアンサンブル           | 金管五重奏         | 「五重奏曲」より第1楽章 （M.アーノルド）          | 銅       |          |
| 6        | 中国／ 広島県     | 広島大学吹奏楽団                     | 金管六重奏         | 「組曲」より第3・5・6曲 （S.ハーン）              | 銅       |          |
| 7        | 東海／ 静岡県     | 静岡大学吹奏楽団                     | トロンボーン六重奏 | 六本のトロンボーンのための小品 （B.フィリップス） | 銀       |          |
| 8        | 北陸／ 石川県     | 金沢大学アカデミアブラスアンサンブル | 金管八重奏         | 第一旋法による八声のカンツォン （G.ガブリエーリ） | 銅       |          |
| 9        | 九州／ 福岡県     | 福岡工業大学吹奏楽団                 | 金管八重奏         | コルネット・カリヨン （R.ビンジ）                 | 金       |          |
| 10       | 北海道／ 函館地区 | 北海道教育大学函館分校吹奏楽部       | 金管八重奏         | オックスフォード伯爵のマーチ （W.バード／今野）   | 銀       |          |

### 職場の部
| 職場の部 | 職場の部      | 職場の部                   | 職場の部             | 職場の部                                                                | 職場の部 | 職場の部 |
| No.      | 代表支部      | 団体名                     | 編成                 | 演奏曲（作曲者／編曲者）                                                | 賞       | 補足     |
| -------- | ------------- | -------------------------- | -------------------- | ----------------------------------------------------------------------- | -------- | -------- |
| 1        | 関西／ 大阪府 | 阪急百貨店吹奏楽団         | フルート六重奏       | ブルートレイン （広瀬量平）                                             | 金       |          |
| 2        | 九州／ 福岡県 | ブリヂストン吹奏楽団久留米 | クラリネット四重奏   | ディベルティメント k.v.136 （W.A.モーツァルト／川島）                   | 銀       |          |
| 3        | 東海／ 静岡県 | 富士通沼津吹奏楽団         | サクソフォーン四重奏 | 「四重奏曲」よりパピヨン （F.et M.ジャンジャン）                        | 銀       |          |
| 4        | 関東／ 群馬県 | 沖電気高崎吹奏楽団         | トロンボーン四重奏   | 「プラハ・トロンボーン」より （作曲者不詳／J.ブラーニク）               | 銀       |          |
| 5        | 東北／ 宮城県 | JR東日本東北吹奏楽団       | 金管五重奏           | 「五重奏曲」より第3楽章 （V.エワルド）                                  | 銅       |          |
| 6        | 中国／ 広島県 | NTT中国吹奏楽団            | 金管六重奏           | 「アイネ・クライネ・ナハトムジーク」より （W.A.モーツァルト／R.キング） | 金       |          |
| 7        | 東京／ 職場   | 日本電気府中吹奏楽団       | 管打六重奏           | 「舞踏組曲」より （J.C.ペーツェル）                                     | 銀       |          |

### 一般の部
| 一般の部 | 一般の部          | 一般の部                     | 一般の部             | 一般の部                                              | 一般の部 | 一般の部 |
| No.      | 代表支部          | 団体名                       | 編成                 | 演奏曲（作曲者／編曲者）                              | 賞       | 補足     |
| -------- | ----------------- | ---------------------------- | -------------------- | ----------------------------------------------------- | -------- | -------- |
| 1        | 四国／ 愛媛県     | 松山シティ・ウインズ吹奏楽団 | クラリネット四重奏   | 「プレリュードと舞曲」より舞曲 （M.カルレ）           | 金       |          |
| 2        | 中国／ 山口県     | 豊北吹奏楽団                 | クラリネット四重奏   | バガテル （C.グランドマン）                           | 銅       |          |
| 3        | 関東／ 茨城県     | 泉丘中学校OB会               | 木管三重奏           | 三重奏曲 （L.v.ベートーヴェン）                       | 銅       |          |
| 4        | 関西／ 兵庫県     | 上ケ原吹奏楽団               | 木管八重奏           | パルティータ （J.N.フンメル）                         | 金       |          |
| 5        | 九州／ 福岡県     | 稲築吹奏楽団                 | サクソフォーン四重奏 | 「四重奏曲」より第4楽章 （C.パスカル）                | 銀       |          |
| 6        | 北海道／ 札幌地区 | 札幌ユース吹奏楽団           | サクソフォーン四重奏 | 「四重奏曲」より第1・3楽章 （A.グラズノフ）           | 銅       |          |
| 7        | 東京／ 一般       | 乗泉寺吹奏楽団               | サクソフォーン四重奏 | 「四重奏曲第1番」より第1楽章 （J.B.サンジュレ）       | 金       |          |
| 8        | 北陸／ 石川県     | 百万石ウインドオーケストラ   | 金管八重奏           | 「ロンドン・ミニチュア」より （G.ラングフォード）     | 金       |          |
| 9        | 東北／ 山形県     | 米沢吹奏楽愛好会             | 金管八重奏           | 「王宮の花火の音楽」より序曲 （G.F.ヘンデル／金子勉） | 銀       |          |
| 10       | 東海／ 三重県     | 白子ウインドシンフォニカ     | 金管八重奏           | 第一旋法による八声のカンツォン （G.ガブリエーリ）     | 銀       |          |